# François Duquesnoy
François Duquesnoy ali Frans Duquesnoy (12. januar 1597 – 18. julij 1643) je bil flamski baročni kipar, ki je večino svoje kariere deloval v Rimu. Njegove idealizirane upodobitve so pogosto v nasprotju z bolj čustvenim značajem Berninijevih del, medtem ko njegov slog kaže veliko naklonjenost Algardijevim kipom.

## Zgodnja leta
Duquesnoy se je rodil v Bruslju. Duquesnoya, ki je prišel iz Flandrije, so Italijani imenovali Il Fiammingo, Francozi pa François Flamand. Njegov oče, Jerôme Duquesnoy starejši, kipar vodnjaka Manneken Pis v Bruslju (1619), je bil dvorni kipar nadvojvodinje Izabele in nadvojvode Alberta, guvernerja Nizozemskih dežel. Kipar Jerôme Duquesnoy, mlajši je bil njegov brat. Nekatera Francoisova zgodnja dela v Bruslju so pritegnila pozornost nadvojvode, ki mu je dal sredstva za študij v Rimu, kjer je preživel vso svojo kariero.
Po navedbah zgodnjih biografov je Duquesnoy, ko je leta 1618 prispel v Rim, podrobno preučeval antične skulpture, plezal čez konjenika Marka Avrelija, da bi ugotovil, kako je bil ulit, ali pa romal v svetišče Diane ob jezeru Nemi. Leta 1624 je Nicolas Poussin, ki je delil njegov klasično oblikovan, čustveno odmaknjen način upodabljanja, prispel v Rim in tuja umetnika sta se nastanila skupaj. Oba sta se gibala v krogu mecena Cassiana dal Pozza. Razvila sta kanon idealnih ekspresivnih figur v nasprotju z gledališkim barokom Berninija. Sodobni kritiki, kot je Giovanni Bellori, v Življenje modernih slikarjev, kiparjev in arhitektov iz leta 1672, so pozdravili Duquesnoyjevo umetnost kot obnavljanje sodobnega kiparstva v kakovosti antičnega rimskega kiparstva. Bellori je dejal, da je Duquesnoy s svojo sv. Suzano »modernim kiparjem zapustil zgled za kipe oblečenih figur, zaradi česar je več kot enak najboljšim starodavnim kiparjem ...«.
Med Duquesnoyevimi zgodnjimi deli so reliefni putti za vilo Doria Pamphili. Kljub nasprotju, ki so ga sodobniki zaznavali v njegovih slogovnih pristopih, je Duquesnoy sodeloval z Berninijem med drugim pri oblikovanju angelov, ki ponujajo girlande baldahina sv. Petra (v procesu 1624–1633). Štirje angeli so v celoti Duquesnoyevo delo in to delo mu je prineslo prihodnja naročila.

## KipSanta Susanna
Duquesnoyeva klasično oblikovana Sveta Suzana (1629) prikazuje svetnico kot skromno in razgaljeno pod marmornatimi draperijami – »tako zelo, da je viden čisti volumen členov« (Bellori). To je ena od štirih skulptur, ki prikazujejo device mučenice različnih kiparjev za cerkev Santa Maria di Loreto pred rimskim Trajanovim forumom (1630–33).
Kritiki so opazili prefinjene površine ter mehkobo in sladkobo, s katero je Duquesnoy vložil ta kip. V njenem praznem pogledu je transcendenca. Kip je bil malo poznan do 18. stoletja, ko je bila marmorna kopija Guillauma Coustouja poslana v Pariz (1739) in je Duquesnoyjeva Suzana vstopila v kanon najbolj občudovanih sodobnih kipov.

## Kipsv. Andrejv transeptu bazilike sv. Petta
Bolj ekstrovertirana marmorna predstavitev svetega Andreja (1629–33) se je začela nekaj mesecev po njegovem zaključku Santa Bibiane. Je eden od štirih večjih kipov, ki uokvirjajo baldahin v transeptu bazilike svetega Petra; vsak kip je povezan z glavnimi svetimi relikvijami bazilike (drugi trije kipi v sv. Petru so Berninijev sveti Longin, Mochijeva sveta Veronika in Bolgijeva sv. Helena). Koristno je kontrastirati Andrejev ton z Longinovim: pri Andreju draperije padajo navpično ali se povešajo, medtem ko se Longinova oblačila napihnejo v neverjetno poškrobljenem žaru. Andrej se nagne nad solnat križ njegovega mučeništva, medtem ko Longin teatralno razprostira roke navzven in razglaša božanski vpliv. Oba kipa poudarjata diagonale, vendar je Duquesnoyev bolj zadržan kot Berninijev ali Mochijev prispevek.

## Druga dela
Poussin je Duquesnoya priporočil kardinalu Richelieuju, ki je Ludviku XIII. ponudil položaj kraljevega kiparja s ciljem ustanovitve Kraljeve akademije za kiparstvo v Parizu. Duquesnoy je bil na tem, da odpluje iz Livorna, ko je umrl; leta je trpel za protinom in epizodami vrtoglavice (padel je z gradbenega odra, medtem ko je na svojo Suzano pritrdil pozlačeno palmovo vejo) in napadi depresije. Njegov brat Jerôme Duquesnoy (II.) (1612–1654) je podedoval skrinje z načrti nedokončanega dela, vključno z nekaterimi načrti za putte, za grob škofa Triesta v stolnici sv. Bava v Gentu.
Tako kot drugi kiparji, ki so delali v Rimu v 17. stoletju, je bil tudi Duquesnoy pozvan k restavriranju in dokončanju starin, kajti brezglavi torzi so le redko našli trg pri sodobnih poznavalcih. Z Rondaninijevim Favnom (1625–30; zdaj v Britanskem muzeju) je Duquesnoy povečal trup v značilno baročno ekspanzivno potezo, ki je globoko zadovoljila sodobni okus, vendar so ga neoklasicisti do konca 18. stoletja ostro kritizirali. Dokončal je rimski torzo Adonisa. Našel se je v zbirki kardinala Mazarina in je zdaj v Louvru.
Bronasti doprsni kipi Suzane so na Dunaju, v Berlinu in Københavnu. Fino obdelani bronasti starinski motivi malega formata, primerni za zbiratelje, so okupirali kiparja in njegove ateljejske pomočnike. Merkur in Kupid sta v Louvru, gracilni Bakh v Ermitažu. Bronastega Merkurja je naročil zbiratelj starin Vincenzo Giustiniani kot obesek helenističnemu bronastemu Herkulu v svoji zbirki, kompliment Duquesnoyju in implicitna izjava o enakosti starodavnih in modernih. Giustiniani je naročil Devico z otrokom v naravni velikosti pri Duquesnoyu leta 1622, v trenutku, ko je kipar težko dokončal svojega Andreja zaradi prekinitve plačil. Njegovi modeli iz terakote so bolj verjetno prenašali neposrednost kiparjevega dotika in so bili še posebej dragoceni za druge kiparje, če so si jih lahko privoščili. Kraljevi kipar Ludvika XIV. François Girardon je imel veliko število Duquesnoyjevih modelov iz terakote, ki so zabeleženi v popisu Girardonove zbirke, sestavljenem po njegovi smrti leta 1715.

## Bas-reliefi puttov
Njegov značilni putto, debelušen, s skrbno opazovanimi otroškimi glavami, je pomagal vzpostaviti konvencionalni tip, poznan na Rubensovih slikah: pravzaprav je Rubens leta 1640 napisal Duquesnoyju zahvalo, ker mu je poslal odlitke putta iz kiparjeve Grobnice Ferdinanda van den Eyndena v Santa Maria dell'Anima v Rimu.
Flamski pušpan ali rezbarije iz slonovine, zlasti s prizori puttov, so pogosto mimogrede opisani kot »v njegovi maniri«, čeprav nikoli ni zapustil Rima.
Poleg brata, ki je z njim sodeloval v njegovem ateljeju, sta bila njegova najvidnejša učenca François Dieussart in Artus Quellinus. Quellinus in Rombaut Pauwels, še en flamski kipar, ki se je v Rimu seznanil z Duquesnoyevim slogom, sta po vrnitvi iz Rima na Nizozemsko prinesla klasično oblikovan baročni slog tega, kar je Duquesnoyev krog, neformalna akademija, imenovala la gran maniera greca. V Rimu je Duquesnoyjev učenec Orfeo Boselli v 1650-ih napisal Osservazioni della scoltura antica; njegova opažanja so odražala poznavanje subtilnih obrisov vrhunskega grškega kiparstva, ki je veljalo za boljše od rimskega dela, ki je bilo razvito v Duquesnoyjevem krogu in je vplivalo na občutljivost Winckelmanna in neoklasicizma.